# Градове на централно подчинение в КНР
Градовете на централно подчинение (на мандарински китайски: 直轄市) са териториално-административни единици в Китай на ниво провинции.

## Китайска народна република
Представляват крупни градски агломерации - анклави на територията на съседните провинции или автономни региони. Към днешно време в КНР има 4 административни единици със статут на градове на централно подчинение:
| Регион   | Название на пинин | Название на китайски |
| -------- | ----------------- | -------------------- |
| Пекин    | Běijīng           | 北京                 |
| Тиендзин | Tiānjīn           | 天津                 |
| Чунцин   | Chóngqìng         | 重庆                 |
| Шанхай   | Shànghǎi          | 上海                 |